# Christian Braswell
Christian Braswell (Washington, 27 settembre 1999) è un giocatore di football americano statunitense che milita nel ruolo di cornerback per i Jacksonville Jaguars della National Football League (NFL).

## Carriera

### Jacksonville Jaguars
Al college Braswell giocò a football a Temple (2017-2020) e a Rutgers (2021-2022). Fu scelto nel corso del sesto giro (202º assoluto) del Draft NFL 2023 dai Jacksonville Jaguars. Debuttò come professionista subentrando nella gara del secondo turno contro i Kansas City Chiefs giocando due snap negli special team. Il 14 ottobre 2023 fu inserito in lista infortunati. La sua prima stagione si chiuse con tre presenze, nessuna delle quali come titolare. L'anno seguente disputò altre 3 partite, con 5 tackle.